# James Gandolfini
James Gandolfini, crédité sous son nom complet James Joseph Gandolfini au début de sa carrière, est un acteur et producteur américain, né le 18 septembre 1961 à Westwood, dans le New Jersey, et mort le 19 juin 2013 à Rome.
Il est principalement connu pour avoir incarné Tony Soprano, parrain de la mafia italo-américaine du New Jersey, dans la série télévisée Les Soprano, diffusée sur HBO de 1999 à 2007. Il remporte pour ce rôle trois Emmy Awards, trois Screen Actors Guild Awards et un Golden Globe.
Au cinéma, ses rôles les plus célèbres sont Virgil dans True Romance (1993), le lieutenant Bobby Dougherty dans USS Alabama (1995) et le maire de New York dans L'Attaque du métro 123 (2009). Il a également joué le rôle d'un cascadeur dans la comédie Get Shorty (1995) et prêté sa voix à l'impulsif Maximonstre Carol dans le film d'aventures Max et les Maximonstres (2009).
Pour sa prestation dans la comédie dramatique All About Albert (2013), Gandolfini a reçu à titre posthume de nombreux éloges critiques et distinctions, dont une nomination au Screen Actors Guild et au Boston Society of Film Critics Award du meilleur acteur dans un second rôle.
En 2007, James Gandolfini produit Alive Day Memories: Home from Iraq, un documentaire dans lequel il a interviewé des anciens combattants blessés de la guerre d'Irak, et en 2010, Wartorn: 1861-2010, qui examine l'impact du syndrome de stress post-traumatique des soldats et des familles dans plusieurs guerres dans l'histoire américaine de 1861 à 2010.

## Biographie

### Jeunesse et formation
James Joseph Gandolfini, Jr. naît le 18 septembre 1961 à Westwood, dans le New Jersey.

### Famille
Sa mère, Santa (née Penna), cantinière d'école, est née aux États-Unis, et a grandi à Naples, en Italie. Son père, James Gandolfini Sr., originaire de Borgotaro est maçon puis gardien-chef de la Paramus Catholic High School dans le New Jersey,. Il obtient la médaille Purple Heart au cours de la Seconde Guerre mondiale. Ses parents sont de fervents catholiques et parlent l'italien à la maison. En raison de l'influence de ses parents, il développe un fort sentiment italo-américain et visite régulièrement l'Italie,. Il a deux sœurs,.
James Gandolfini grandit à Park Ridge, dans le New Jersey. Diplômé de Park Ridge High School en 1979, où il a pratiqué le basket-ball, il a joué dans des pièces de théâtre scolaires et recevait le surnom de « Class Flirt » dans son album de finissants. Il obtient un diplôme en communication de l'université Rutgers, à New Brunswick en 1982, où il a travaillé comme videur dans un pub sur le campus. James Gandolfini a également travaillé comme barman et manager de boîte de nuit avant de s'engager dans la carrière d'acteur. Il est introduit dans le métier d'acteur comme un jeune homme vivant à New York, quand il a accompagné son ami Roger Bart à une classe de la technique de Meisner où il a étudié pendant deux ans dans la classe de Kathryn Gately au The Gately Poole Conservatory. Lors de son passage à l'émission Inside the Actors Studio, Gandolfini a cité Mean Streets comme l'un des films qui l'a le plus influencé.

### Carrière

#### 1993-1998: premiers rôles

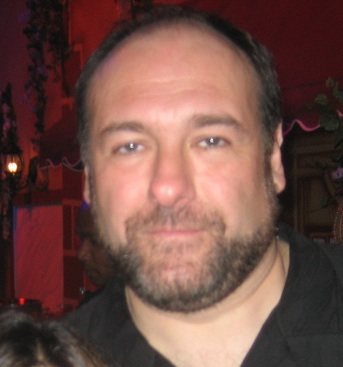
James Gandolfini en 2007.

En 1992, il joue six semaines à Broadway dans la pièce Sur les Quais. L'un de ses premiers rôles au cinéma est celui de Virgil, homme de main brutal de la mafia, dans le thriller True Romance écrit par Quentin Tarantino et réalisé par Tony Scott, sorti en 1993. C'est Tom Sizemore, qui devait l'incarner avant d'obtenir un autre rôle, qui a recommandé Gandolfini pour incarner Virgil. Très impliqué dans le projet, il insista auprès de Patricia Arquette, actrice principale du film, pour qu'elle lui plante réellement un tire-bouchon dans le pied lors de la scène où leurs deux personnages se battent, afin qu'il ressente vraiment la douleur. Arquette refuse et c'est finalement un assistant de production qui plante un compas dans le pied de Gandolfini devant l'insistance de l'acteur. Malgré un échec commercial lors de sa sortie en salles, True Romance est bien accueilli par la critique, et est devenu au fil des années un film culte,,. L'année suivante, il tient le rôle de Ben Pinkwater, un homme gentil en apparence qui s'avère être un gangster russe, dans le thriller Terminal Velocity, qui ne rencontre pas son public. En 1994, dans le film français Le Nouveau Monde d'Alain Corneau, il joue un sous-officer américain s'installant dans une base militaire en France dans les années 1950.
C'est en 1995 qu'il obtient ses deux premiers succès au box-office : il est à l'affiche du thriller USS Alabama, pour lequel il tourne pour la deuxième fois sous la direction de Tony Scott après True Romance. Dans ce film, il incarne le lieutenant Bobby Dougherty se trouvant dans un sous-marin où une lutte entre deux officiers, incarnés respectivement par Denzel Washington et Gene Hackman, sur l'interprétation contradictoire d'un ordre de tir de missiles nucléaires, sévit. Quelques mois plus tard, il prête ses traits à Bear, un ex-cascadeur barbu et garde du corps d'un trafiquant de drogue dans la comédie Get Shorty, dans lequel il rencontre celui qui était son inspiration dans le métier, John Travolta, avec lequel il va se lier d'amitié. Entre 1996 et 1998, il enchaîne les films tels que La Jurée, où il joue le rôle d'un exécuteur de la mafia avec une conscience, le drame policier Dans l'ombre de Manhattan de Sidney Lumet, Le Témoin du Mal, retrouvant Denzel Washington, le drame Les Puissants et le thriller 8MM de Joel Schumacher, dans lequel il incarne le principal antagoniste.

#### 1999-2007: consécration avecLes Soprano
C'est à la télévision que James Gandolfini va se faire véritablement connaître du grand public, grâce au rôle de Tony Soprano dans la série Les Soprano, créée par David Chase, obtenant pour la première fois le rôle principal. La série narre l'histoire de Tony Soprano, mafieux du New Jersey, qui a du mal à concilier les intérêts de sa famille et ceux de l'organisation criminelle qu'il dirige, tout en suivant une thérapie en raison de sa dépression et ses crises d'angoisses. Gandolfini a été invité à passer une audition pour le rôle de Tony Soprano après que la directrice de casting, Susan Fitzgerald, a vu un petit clip de sa prestation dans le film True Romance. Il obtient le rôle et le pilote est financé par la chaîne HBO et tourné en 1997, mais doit attendre un an pour que HBO commande une saison de treize épisodes,.

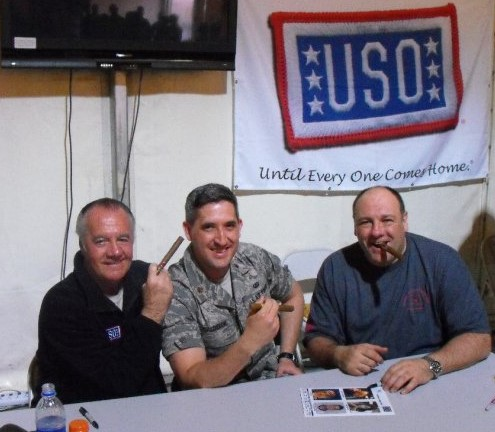
James Gandolfini (à droite) aux côtés de Tony Sirico (premier à gauche), l'un de ses partenaires de la série Les Soprano, et d'un militaire américain, lors d'une visite au Koweit en 2010.

 Le premier épisode, Égarement, est diffusé pour la première fois sur les écrans américains le 10 janvier 1999 sur HBO, ce qui fit des Soprano la seconde série télévisée dramatique d'une heure produite par HBO, la première étant le drame carcéral Oz. La série obtient un grand succès critique et public,, elle devient la série câblée ayant connu le plus grand succès financier de l'histoire de la télévision et a fréquemment été décrite par certains critiques comme étant la plus grande série télévisée de tous les temps,.
La série connaîtra six saisons entre 1999 et 2007. La prestation de Gandolfini est saluée puisqu'il remporte à trois reprises l'Emmy Award du meilleur acteur dans une série dramatique et une fois le Golden Globe dans la même catégorie. Le magazine Entertainment Weekly a classé le personnage de Tony Soprano à la 42e place des plus grandes icônes télé de tous les temps. En plus des récompenses qu'il a gagnées, Gandolfini a reçu de nombreuses nominations et deux SAG Awards de la meilleure distribution d'ensemble pour une série. Gandolfini n'a pas hésité à reverser une partie de son salaire des Soprano, qui a doublé après négociation avant la mise en chantier de la cinquième saison, en donnant des parts à plusieurs membres de l'équipe,.
Parallèlement aux Soprano, James Gandolfini continue de tourner pour le cinéma, se retrouvant à l'affiche de six films durant la période de diffusion de la série. En 2001, il obtient de bonnes critiques pour son rôle de tueur à gages homosexuel dans la comédie Le Mexicain,,,, dans lequel il partage la vedette avec Brad Pitt et Julia Roberts. C'est l'actrice, ayant suggéré le nom de Gandolfini, qui a insisté pour le faire engager sur le film,,. Le film obtient un succès commercial et la prestation de Gandolfini est considérée comme l'un de ses plus grands rôles. L'année suivante, il fait un crochet dans l'univers des frères Coen dans The Barber, dans lequel il joue l'amant de Frances McDormand, qui malgré un échec commercial, est bien reçu par la critique. La même année, il incarne le strict directeur d'une prison militaire et antagoniste principal dans Le Dernier Château, dans lequel il tient tête à Robert Redford,. Le film obtient des critiques mitigées et un énorme échec commercial. Ses films suivants, Famille à louer, Les Fous du roi et Cœurs perdus ne rencontrent pas le public escompté.
En 2007, Gandolfini produit un documentaire avec HBO portant sur les anciens combattants de la guerre d'Irak blessés et leur dévouement à l'Amérique tout en examinant les coûts physiques et émotionnels de la guerre. Gandolfini a interviewé dix soldats survivants, qui ont révélé leurs pensées sur les défis auxquels ils sont confrontés pour se réinsérer dans la société et la vie de famille. Ils ont également réfléchi à leurs souvenirs du jour où ils ont échappé de justesse à la mort et à ce que la vie a pu être dans d'autres circonstances. La même année, Gandolfini revient à HBO en tant que producteur exécutif du documentaire Alive Day Memories: Home From Iraq, son premier projet après Les Soprano et la première production de sa compagnie Attaboy Films, créée en 2006 avec partenaire de production Alexandra Ryan.

#### 2007-2013: diversification et autres rôles
Après avoir produit les deux documentaires pour HBO en 2007, James Gandolfini fait son retour au théâtre avec la pièce Le Dieu du carnage de Yasmina Reza, jouée à Broadway, dans laquelle il partage la vedette avec Marcia Gay Harden, Jeff Daniels et Hope Davis. Il a été nommé au Tony dans la catégorie Meilleure performance par un acteur principal pour son rôle dans la pièce. En 2009, il fait son retour au cinéma en incarnant le rôle du maire de New York dans le film d'action L'Attaque du métro 123, réalisé par Tony Scott, dans lequel il retrouve John Travolta après Get Shorty, She's So Lovely et Cœurs perdus, et Denzel Washington après USS Alabama et Le Témoin du mal. Les critiques sont mitigées et le film ne rencontre pas d'énorme succès au box-office. La même année, il incarne un général américain dans la comédie britannique acclamée par la critique In the Loop.

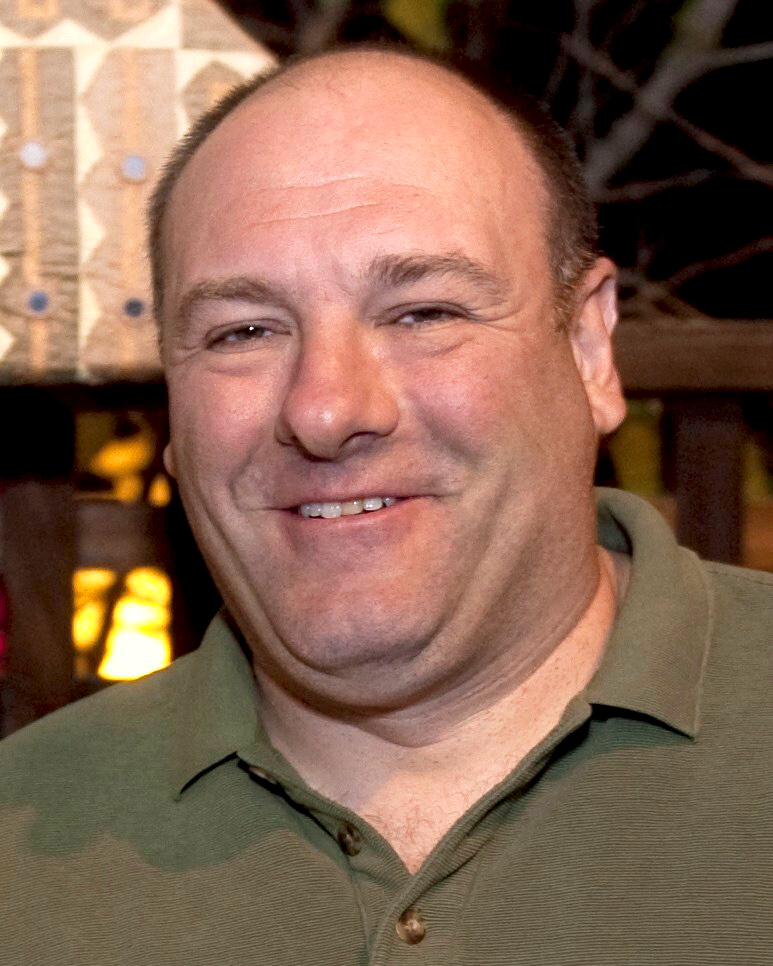
James Gandolfini en 2010.

En 2010, Gandolfini produit un autre documentaire avec HBO, qui a analysé les effets du stress post-traumatique dans toute l'histoire américaine, de 1861 à 2010, présentant des interviews de militaires américains sur leur perception du TSPT et comment ils tentent d'aider les soldats touchés. Des lettres de soldats de la guerre civile américaine et de la Première Guerre mondiale qui ont été touchés par le SSPT sont examinées, ainsi que des entrevues avec des soldats touchés par le TSPT et leurs familles. La même année, il tient le rôle d'un homme ayant perdu sa fille prenant sous son aile une jeune strip-teaseuse dans Welcome to the Rileys qui, malgré une audience limitée, lui permet obtenir de bonnes critiques.
Gandolfini est producteur délégué du téléfilm de HBO sur Ernest Hemingway et sa relation avec Martha Gellhorn, intitulé Hemingway & Gellhorn (2012). Gandolfini retrouve le créateur des Soprano David Chase pour Not Fade Away (2012), une production axée sur la musique dans le New Jersey des années 1960, et le premier long métrage de ce dernier,.
En 2012, il est également à l'affiche du thriller Cogan: Killing Them Softly, dans lequel il incarne un tueur aux côtés de Brad Pitt. Au départ, il était réticent à jouer un autre rôle lié à la mafia, mais il a finalement été conquis par ce que le personnage symbolisait. Le film est bien accueilli par la critique mais n'obtient qu'un succès commercial relativement modeste. La même année, il tient le rôle du directeur de la CIA dans le thriller d'espionnage Zero Dark Thirty, relatant la traque d'Oussama Ben Laden après les attentats du 11 septembre 2001,. Le film, controversé à l'époque de sa sortie, est unanimement salué par la critique, et obtient un succès commercial.
À la première moitié de l'année 2013, l'acteur est à l'affiche de deux films à l'audience limitée – Down the Shore et Violet & Daisy (dernier film sorti de son vivant) – et d'une comédie avec Steve Carell et Jim Carrey, The Incredible Burt Wonderstone, échec critique et commercial.
Avant son décès, James Gandolfini avait tourné deux films sortis à titre posthume. Le premier est All About Albert, comédie romantique indépendante dans lequel il partage la vedette avec Julia Louis-Dreyfus. Il incarne le rôle-titre, qui était initialement prévu pour Louis C.K.. L'acteur ne se sentait pas bon pour le rôle, mais la réalisatrice Nicole Holofcener a décrit sa prestation comme « parfaite ». Gandolfini n'a jamais vu le film terminé. Le long-métrage lui sera dédié,. Le film est bien accueilli par la critique, qui salue notamment la performance de l'acteur. Le film obtient un certain succès au box-office. Il a reçu des récompenses posthumes du meilleur acteur dans un second rôle de la Boston Society of Film Critics et de la Chicago Film Critics Association ainsi que de nombreuses nominations, y compris une nomination pour le Screen Actors Guild Award dans la catégorie Performance exceptionnelle par un acteur masculin. Le second est Quand vient la nuit, drame policier dans lequel il a partagé la vedette avec Tom Hardy et Noomi Rapace. Sorti le 12 septembre 2014, le film a été accueilli avec des critiques positives pour la performance de Gandolfini.

### Vie privée
Gandolfini est resté lié à sa ville natale de Park Ridge, dans le New Jersey, où il soutient l'Octoberwoman Foundation for Breast Cancer Research. Il vit à New York et possède des terres au lac Manitoba. Gandolfini a vécu auparavant dans une propriété de 14 hectares à Chester Township (New Jersey). En 2009, il achète une maison dans les collines de Tewksbury Township (New Jersey). Brett Martin du magazine GQ écrit  : « Dans les interviews, que l'acteur a fait de son mieux pour éviter, il s'est souvent rabattu sur une déclinaison de "Je suis juste un gars bête et gros de Jersey" ».
Gandolfini épouse Marcy Wudarski en 1999. Ils ont un fils, Michael, né le 10 mai 1999, — qui reprendra le rôle de Tony Soprano jeune dans Many Saints of Newark, la préquelle de la série. Le couple divorce en décembre 2002. Le 30 août 2008, après deux ans de vie commune, Gandolfini épouse l'ancienne mannequin et actrice Deborah Lin, dans la ville natale de celle-ci, Honolulu (Hawaï). Leur fille, Liliana Ruth Gandolfini, nait à Los Angeles (Californie), en octobre 2012.

### Mort
James Gandolfini meurt soudainement d'une crise cardiaque le 19 juin 2013 à Rome, alors qu'il est en voyage en Italie pour recevoir un prix au Festival du film de Taormine en Sicile,. Après que sa famille et lui ont passé une journée à visiter les lieux sous une chaleur étouffante, son fils Michael le découvre inconscient à 22 heures (heure locale) dans la salle de bain de l'hôtel Boscolo Exedra. Michael appelle la réception, qui à son tour appelle les ambulanciers. Gandolfini arrive à l'hôpital à 22 h 40 et il est déclaré mort à 23 heures. Une autopsie a confirmé qu'il est décédé d'une crise cardiaque.
Alors que la nouvelle de sa mort s'est répandue, des politiciens comme John McCain et Chris Christie y réagissent sur Internet,,. Christie ordonne à tous les bâtiments de l'État du New Jersey à mettre leurs drapeaux en berne le 24 juin, pour honorer Gandolfini lors du transfert de son corps aux États-Unis. Les habitants de sa ville natale créent une page Facebook pour débattre des manières de l'honorer, comme nommer une rue en sa mémoire ou donner son nom au Little Theater de la Park Ridge High School, où il avait fait ses premières représentations.
Au lendemain de sa mort, Bruce Springsteen et le E Street Band, dont est membre le guitariste Steven Van Zandt (qui a incarné Silvio Dante dans Les Soprano), donnent une interprétation de leur album Born to Run en la dédiant à Gandolfini. De nombreux acteurs et actrices, dont certains avaient travaillé avec lui, saluent sa générosité et sa gentillesse,,.
Le corps de James Gandolfini est rapatrié aux États-Unis le 23 juin 2013. Le porte-parole de la famille, Michael Kobold, remercie les autorités italiennes et américaines d'avoir accéléré le processus de rapatriement, qui prend normalement sept jours. Broadway éteint les lumières des auvents des théâtres dans la nuit du mercredi 26 juin en son honneur.
Les funérailles de Gandolfini se sont déroulées le 27 juin 2013 à la cathédrale épiscopale Saint John the Divine de Morningside Heights, à Manhattan,. Il a été incinéré et ses cendres ont été rendues à sa famille.

## Postérité et hommages
TV Guide a publié un hommage spécial à Gandolfini dans son numéro du 1er juillet 2013, après sa mort, lui consacrant toute la quatrième de couverture de ce numéro. Le chroniqueur Matt Roush y cite le travail de Gandolfini dans le rôle de Tony Soprano comme une influence sur les protagonistes ultérieurs de la télévision, déclarant : « Sans Tony, il n'y a pas de Vic Mackey de The Shield, pas d'Al Swearengen de Deadwood, pas de Don Draper de Mad Men (dont le créateur, Matthew Weiner, a travaillé en tant que scénariste sur Les Soprano) ». Des témoignages similaires sont donnés par ses co-stars et ses collègues, notamment Edie Falco, qui s'est dite choquée et dévastée par sa mort et David Chase, le créateur des Soprano, qui a loué Gandolfini comme un « génie »,. Bryan Cranston a déclaré que son personnage de Walter White dans Breaking Bad n'aurait pas existé sans Tony Soprano, et Brad Pitt, qui a été trois fois co-star de Gandolfini, a exprimé son admiration pour Gandolfini en tant qu'« acteur féroce, âme douce et homme véritablement drôle »,. Emily Nussbaum, écrivant pour The New Yorker, a déclaré que « personne ne pouvait se faire d'illusion sur ce dont un acteur de télévision était capable » après l'interprétation de Tony Soprano par Gandolfini. The Atlantic a déclaré que l'influence de Gandolfini sur la télévision était « sismique », le comparant à la star du cinéma Marlon Brando. Mark Lawson, écrivant pour The Guardian, a déclaré que la performance de Gandolfini dans Les Soprano « représente l'une des plus grandes réussites » de la télévision. Le critique de télévision Alan Sepinwall a déclaré à propos de Gandolfini : « En la regardant à nouveau, il m'est apparu très clairement, rapidement et souvent, que c'était la plus grande performance dramatique de l'histoire de la télévision ».
Trois mois après sa mort, il est rapporté que dans le dernier testament de Gandolfini, daté de décembre 2012 et déposé en juillet 2013 à la cour des successions de Manhattan, il a laissé une partie substantielle de sa succession estimée à 70 millions de dollars à ses deux sœurs, sa veuve et sa fille. Le testament ne mentionne aucun héritage pour son fils unique, Michael, car Gandolfini a prévu pour lui un trust séparé financé par une police d'assurance-vie. En décembre 2013, à la suite d'une pétition en ligne lancée par une camarade de lycée de Gandolfini, Lori Fredrics, sa ville natale renomme sa Park Avenue en James Gandolfini Way lors d'une cérémonie publique à laquelle ont assisté plusieurs de ses anciennes collègues des Soprano. En décembre 2013, HBO sort un documentaire hommage en l'honneur de Gandolfini. Le documentaire, intitulé James Gandolfini : Tribute To A Friend (« Hommage à un ami »), présente des interviews des collègues et des séquences en coulisses des Soprano. Le film de Spike Jonze Her, récompensé par un Oscar en 2013, est dédié à Gandolfini. Jonze et Gandolfini ont travaillé ensemble sur Max et les Maximonstres. En 2014, Gandolfini est introduit à titre posthume au New Jersey Hall of Fame. En 2019, son fils Michael est choisi pour incarner une version plus jeune du personnage de James, Tony Soprano, dans le film préquelle des Soprano, The Many Saints of Newark. Michael a regardé la série pour la première fois pour se préparer au rôle, décrivant ce processus comme intense.

## Filmographie

### Cinéma

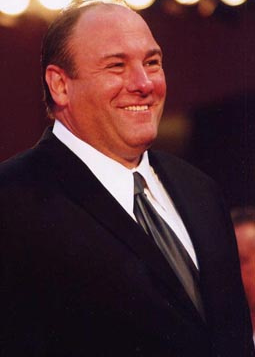
James Gandolfini en 2006.

- 1987 : Shock! Shock! Shock! d'Arn McConnell et Todd Rutt : un garçon de salle[a 1]
- 1992 : Une étrangère parmi nous (A Stranger Among Us) de Sidney Lumet : Tony Baldessari
- 1993 : Italian Movie de Roberto Monticello : Angelo
- 1993 : Money for Nothing de Ramón Menéndez : Billy Coyle
- 1993 : True Romance de Tony Scott : Virgil Cammarota
- 1993 : Mr. Wonderful d'Anthony Minghella : Mike
- 1994 : Angie de Martha Coolidge : Vinnie
- 1994 : Terminal Velocity de Deran Sarafian : Ben Pinkwater
- 1995 : Le Nouveau Monde d'Alain Corneau : Will Caberra
- 1995 : USS Alabama (Crimson Tide) de Tony Scott : Lt. Bobby Dougherty
- 1995 : Get Shorty de Barry Sonnenfeld : Bear
- 1996 : La Jurée (The Juror) de Brian Gibson : Eddie
- 1997 : Dans l'ombre de Manhattan (Night Falls on Manhattan) de Sidney Lumet : Joey Allegretto
- 1997 : She's So Lovely de Nick Cassavetes : Kiefer
- 1997 : Perdita Durango d'Álex de la Iglesia : Willie « Woody » Dumas
- 1997 : Minuit dans le jardin du bien et du mal (Midnight in the Garden of Good and Evil) de Clint Eastwood : Diner cook #2 (non crédité)
- 1998 : Le Témoin du Mal (Fallen) de Gregory Hoblit : dét. Lou
- 1998 : Les Puissants (The Mighty) de Peter Chelsom: Kenny Kane
- 1998 : Préjudice (A Civil Action) de Steven Zaillian : Al Love
- 1999 : A Whole New Day de William Garcia : Vincent (court-métrage)
- 1999 : 8 millimètres (8MM) de Joel Schumacher : Eddie Poole
- 2001 : Le Mexicain (The Mexican) de Gore Verbinski : Winston Baldry
- 2001 : The Barber (The Man Who Wasn't There) de Joel Coen : Big Dave Brewster
- 2001 : Le Dernier Château (The Last Castle) de Rod Lurie : col. Winter
- 2004 : Famille à louer (Surviving Christmas) de Mike Mitchell : Tom Valco
- 2005 : Romance and Cigarettes de John Turturro : Nick Murder
- 2006 : Stories of Lost Souls de William Garcia : Vincent (segment A Whole New Day)
- 2006 : Cœurs perdus (Lonely Hearts) de Todd Robinson : Charles Hilderbrandt
- 2006 : Les Fous du roi (All the King's Men) de Steven Zaillian : Tiny Duffy
- 2006 : Club Soda de Paul Carafotes : L'homme (court-métrage)
- 2007 : Alive Day Memories: Home from Iraq de Jon Alpert et Ellen Goosenberg Kent : lui-même
- 2007 : Stories USA, de Paul Carafotes : L'homme (segment Club Soda)
- 2009 : L'Attaque du métro 123 de Tony Scott : le maire de New York
- 2009 : In the Loop d'Armando Iannucci : le général Miller
- 2009 : Max et les maximonstres (Where the Wild Things Are) de Spike Jonze : Carol
- 2010 : Welcome to the Rileys de Jake Scott : Doug Riley
- 2010 : Mint Julep de Kathy Fehl et Ian Teal : Mr. G
- 2011 : Down the Shore de Harold Guskin :
- 2011 : Violet & Daisy de Geoffrey Fletcher : Michael
- 2012 : Cogan : La Mort en douce (Killing Them Softly) d'Andrew Dominik : Mickey
- 2012 : Not Fade Away de David Chase : le père
- 2012 : Zero Dark Thirty de Kathryn Bigelow : Le directeur de la CIA
- 2013 : L'Incroyable Burt Wonderstone (The Incredible Burt Wonderstone) de Don Scardino : Doug Munny
- 2013 : All About Albert (Enough Said) de Nicole Holofcener : Albert (film sorti à titre posthume)
- 2014 : Quand vient la nuit (The Drop) de Michael R. Roskam : Cousin Marv (film sorti à titre posthume)

### Télévision

#### Téléfilms
- 1997 : Douze hommes en colère (12 Angry Men) (TV), de William Friedkin : juré no 6
- 2012 : Cinema Verite, de Shari Springer Berman et Robert Pulcini : Craig Gilbert

#### Séries télévisées
- 1997 : Gun : Walter Difideli (épisode 3 - saison 1)
- 1999 – 2007 : Les Soprano (The Sopranos) : Tony Soprano
- 2013 : The Night Of : Jack Stone (pilote non diffusé)

### Jeux vidéo
- 2006 : The Sopranos: Road to Respect : Tony Soprano

## Distinctions

### Récompenses
- Emmy Awards
  - Emmy du meilleur acteur dans une série dramatique pour Les Soprano (2000, 2001, 2003)
- Golden Globes
  - Golden Globe du meilleur acteur dans une série dramatique pour Les Soprano (2000)

### Nominations
- Emmy Awards
  - Emmy du meilleur acteur dans une série dramatique pour Les Soprano (1999, 2000, 2001, 2003, 2004, 2007)
  - Emmy de la meilleure émission spéciale pour Alive Day Memories: Home from Iraq (2008)
- Golden Globes
  - Golden Globe du meilleur acteur dans une série dramatique pour Les Soprano (2001, 2002, 2003)

## Voix francophones
En France, James Gandolfini a été doublé par plusieurs comédiens. Parmi les plus fréquents, il y a eu Gabriel Le Doze et Patrice Melennec respectivement à six et quatre reprises. Toutefois, la voix la plus connue et la plus associée à James Gandolfini est celle de l'acteur Érik Colin pour le doublage du personnage de Tony Soprano dans la série Les Soprano.
Au Québec, il est principalement doublé par Benoît Rousseau. Mario Desmarais l'a doublé à trois reprises.